# Château Montebello
Le  château Montebello est un hôtel situé à Montebello, au Québec (Canada), opérant sous la bannière Fairmont Hotels and Resorts. Il est situé sur la rive nord de la rivière des Outaouais dans la région du même nom à mi-chemin entre Montréal et Ottawa.

## Historique

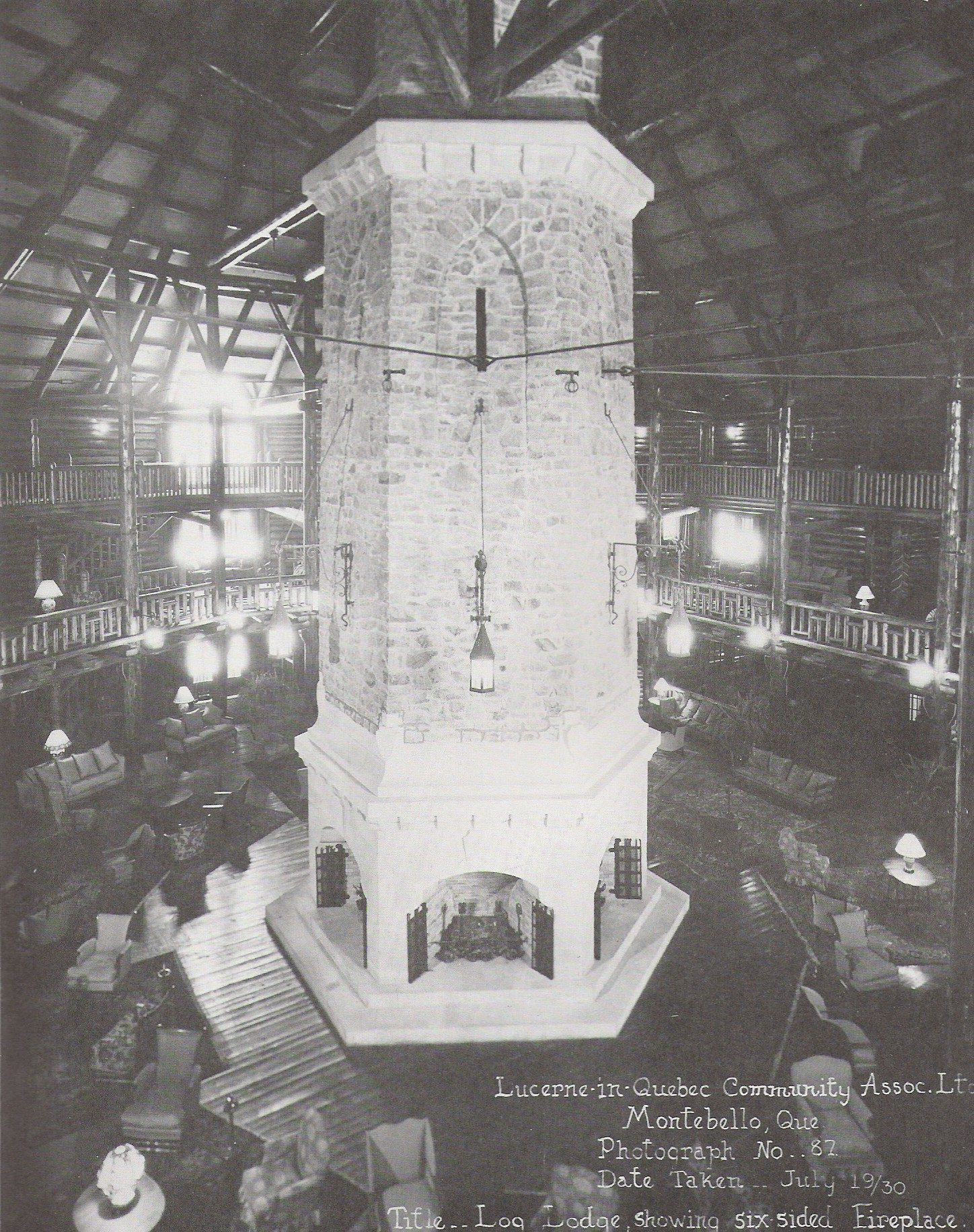
Le château Montebello en 1930.

Le château Montebello fut construit à la suite de l'achat des dernières terres de la seigneurie de la Petite-Nation qui appartenait à la famille de Louis-Joseph Papineau. À l'époque, c'est le Club Privé Seignory Club qui en fait l'acquisition, en 1929, avec le partenariat du Canadian Pacifique (CP) ainsi que la participation de trois grandes banques canadiennes. À cette époque, il n'utilisait que le manoir de Louis-Joseph Papineau qu'ils avaient transformé en type Club. Par contre, comme la destination était en grande demande, ils ont décidé de faire construire un établissement de style scandinave. C'est M. Sandelmire qui était à la tête de ce projet hors du commun.
C'est le 7 avril 1930 que les travaux débutent. Plus de 3 000 hommes ont été embauchés et ils travaillaient 7 jours sur 7, 24 heures sur 24. Selon les dires, M. Sandlemire aurait payé au prêtre du village un voyage à Rome de trois mois afin que les travaux puissent se dérouler le dimanche. Avant même le début de la construction, beaucoup de travail a dû être fait car la terre était en fait un grand marécage, il a donc fallu pomper l'eau qui s'y trouvait avant le début de la construction. En tout, il aura fallu trois mois pour terminer la construction de l'hôtel, du garage et de la résidence des employés. Donc, c'est le 1er juillet 1930 que l'ouverture officielle est faite.
La construction nécessita 10 000 troncs de cèdres rouges de la Colombie-Britannique, 132,5 km de tuyauterie, 1 400 portes et 540 fenêtres. Un an plus tard, la piscine, le golf de Stanley Thompson, la piste de bobsleigh et de saut en hauteur furent terminés. En plus d'être la plus grande construction en bois ronds au monde, la structure étoilée repose sur le célèbre foyer à six faces qui est dans le lobby. Ce foyer fait 125 pieds (38 mètres) de haut et pèse 82 tonnes. Les quatre ailes de l'hôtel portent des noms de personnes importantes soit : Lacombe, au nom d'un ministre du Canada, Champlain, fondateur de Québec, Frontenac, pour l'ancien gouverneur de Québec et Papineau en l'honneur de l'ancien seigneur de la région.
Pendant 40 ans, le château est privé et a vu passer plusieurs figures célèbres dont : Bette Davis, Joan Crawford, le roi Pierre de Yougoslavie, Bing Crosby, Perry Como, le prince Rainier III de Monaco ainsi que sa famille Grace, Caroline, Stéphanie et le prince Albert.
En 1967 le château fut partiellement détruit par un incendie déclenché par un feu de cheminée. La reconstruction s'est poursuivie jusqu'en 1969. M. Duranceau et M. Dumont de la CP était présent pour l'installation d'une plaque commémorative des 50 ans de l'événement en février 2017.
En 1970, la division hôtelière du CP rachète l'ensemble du domaine et l'ouvre au public.
En 1981, le château accueille les dirigeants des pays du G7 pour un sommet économique : Pierre Elliott Trudeau (Canada), Ronald Reagan (États-Unis), Margaret Thatcher (Grande-Bretagne), François Mitterrand (France), Helmutt Schmitt (Allemagne), Zenko Susuki (Japon), Giovanni Spadolini (Italie).
Du 13 au 15 mai 1983, le château Montebello fut le lieu de rencontre de la conférence annuelle des Bilderbergers.
En 2018-2019, une partie des installations sont remises à niveau; 15 millions de dollars sont investis pour moderniser et revitaliser les chambres, les couloirs et le hall d'accueil.

## Propriétaires

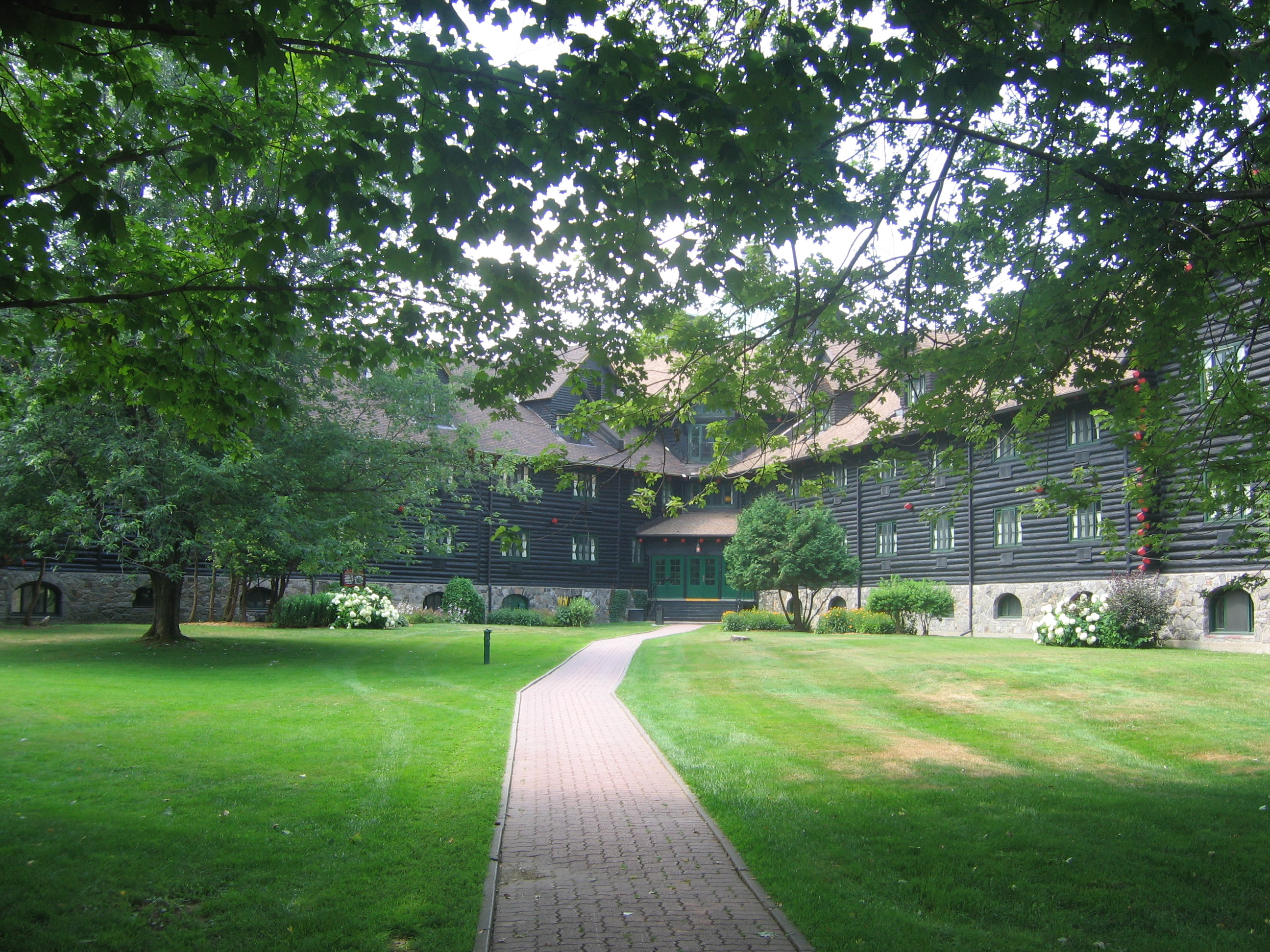
Le château Montebello.

De 1999 à 2006, l'établissement est la possession de la chaîne Fairmont Hotels and Resorts. La chaîne le vend à Ontario Municipal Employees Retirement System (OMERS), qui reste sa propriété de 2006 à 2014.
Depuis 2014, le Château Montebello est la propriété du groupe chinois Evergrande Real Estate Group, qui en acquiert également les terrains.

## Notoriété
Il possède la plus grande piscine en domaine hôtelier en Amérique du Nord et possède l'un des plus beaux golfs du Canada. Avec ses 211 chambres, l'hôtel est nommé meilleure destination pour la famille en 2006 par T&L.
Le château est aussi connu comme un lieu de rassemblement des Bilderbergers.
Les 20 et 21 août 2007 se sont réunis à Montebello le président américain George W. Bush, son homologue mexicain Felipe Calderón et le Premier ministre canadien Stephen Harper. Les trois leaders nord-américains y ont poursuivi le dialogue entamé deux ans plus tôt dans le cadre du Partenariat pour la sécurité et la prospérité (PSP).